# محمد باجی قائد سبسی
محمد باجی قائد سبسی (۲۹ نوامبر ۱۹۲۶ – ۲۵ ژوئیه ۲۰۱۹)، حقوق‌دان و سیاستمدار و رئیس‌جمهور تونس بود. او از سال ۱۹۸۱ تا ۱۹۸۶ وزیر امور خارجه تونس بود. باجی قائد سبسی همچنین از ۲۷ فوریه ۲۰۱۱ تا ۲۴ دسامبر ۲۰۱۱ نخست‌وزیر این کشور بود. او پایه‌گذار حزب سیاسی «حرکة نداء تونس» می‌باشد. او در انتخابات ریاست جمهوری تونس در سال ۲۰۱۴ که نخستین همه‌پرسی پس از انقلاب تونس (۲۰۱۰–۲۰۱۱) بود، به عنوان رئیس‌جمهور این کشور انتخاب گردید.